# Giacomo Ciani
Giacomo Ciani (* 2. Oktober 1776 in Mailand; † 15. Mai 1868 in Lugano) war ein italienisch-schweizerischer Politiker und Bankier. Als politischer Flüchtling kam er in die Schweiz und liess sich im Kanton Tessin nieder, wo er sich ebenfalls politisch betätigte. Von 1858 bis 1860 gehörte er dem Nationalrat an.

## Biografie
Die Gebrüder Ciani entstammten einer aus dem Tessiner Blenio-Tal nach Italien ausgewanderten Familie. Giacomo Ciani war im Bankunternehmen seines Vaters tätig, das er später übernahm. 1801 vertrat er die Handelskammer der Lombardei bei der Consulta von Lyon, die mit Napoleon Bonaparte über die Verfassung der Italienischen Republik verhandelte. 1802 wurde er zum Abgeordneten des neuen Staates gewählt. 1814 war er in Paris Mitglied einer Delegation der lombardischen Wahlkreise, die sich für die Autonomie der Lombardei einsetzte – letztlich vergeblich, da das Gebiet unter österreichische Herrschaft geriet. In der Folge stand Ciani dem Geheimbund der Carbonari nahe und unterstützte 1821 wahrscheinlich deren Aufstand im Königreich Sardinien als Geldgeber.
Um nicht in den Hochverratsprozess gegen Federico Confalonieri verwickelt zu werden, entschloss sich Ciani 1822 zur Emigration, gemeinsam mit seinem zwei Jahre jüngeren Bruder Filippo Ciani (späterer Tessiner Staatsrat). Nach kurzen Aufenthalten in der Schweiz und in Paris begab er sich schliesslich nach London, wo er bis 1829 blieb und sich mit zahlreichen italienischen Flüchtlingen traf. 1830 liess er sich im Kanton Tessin nieder und wurde trotz seines Status als Ausländer sogleich in den Grossen Rat gewählt. Im folgenden Jahr hielt sich Ciani in Genf auf, wo er Kontakt zu Jean-Charles-Léonard Simonde de Sismondi, Pellegrino Rossi und Giuseppe Mazzini hatte. 1833 übersiedelte er mit seinem Bruder Filippo nach Lugano und erhielt das Tessiner Kantonsbürgerrecht. Dieses wurde jedoch erst sechs Jahre später nach der erfolgreichen radikalliberalen Revolution definitiv anerkannt.
Ciani war einer der Urheber der Tessiner Kantonsverfassung von 1830. Seine neue Heimat vertrat er 1841 als Gesandter an die Tagsatzung, ausserdem war er von 1841 bis 1850 kantonaler Kriegskommissar. Er nutzte diese Funktion, um die italienische Märzrevolution von 1848 zu unterstützen. Von 1842 bis 1851 war er Besitzer der Druckerei Tipografia della Svizzera Italiana, die antiösterreichische Schriften herausgab. 1855 liess er in Lugano das Hotel du Parc errichten und gab damit den Anstoss zur Entwicklung des Tourismus. Nach der Wahl von Giovanni Battista Pioda in den Bundesrat kandidierte Ciani im Januar 1858 erfolgreich bei einer Nachwahl im Wahlkreis Tessin-Nord und trat dessen Nachfolge als Nationalrat an. 1860 verzichtete er auf die Wiederwahl, blieb aber bis zu seinem Tod Tessiner Grossrat.
Sein Neffe Philippe Camperio war einflussreicher Politiker im Kanton Genf und ebenfalls Nationalrat.
Er vermachte sein Vermögen seinem Neffen Antonio Gabrini.